# Nalati Airport
Nalati Airport är en flygplats i Kina. Den ligger i den autonoma regionen Xinjiang, i den nordvästra delen av landet, omkring 340 kilometer väster om regionhuvudstaden Ürümqi.
Runt Nalati Airport är det ganska glesbefolkat, med 42 invånare per kvadratkilometer. Trakten runt Nalati Airport består till största delen av jordbruksmark.
Genomsnittlig årsnederbörd är 363 millimeter. Den regnigaste månaden är juni, med i genomsnitt 73 mm nederbörd, och den torraste är februari, med 7 mm nederbörd.